# Myristica lowiana
Myristica lowiana är en tvåhjärtbladig växtart som beskrevs av George King. Myristica lowiana ingår i släktet Myristica och familjen Myristicaceae. Inga underarter finns listade i Catalogue of Life.